# Medaglia d'Oro Frare De Nardi
La Medaglia d'Oro Frare De Nardi est une course cycliste italienne disputée au mois d'avril autour de Vittorio Veneto, en Vénétie. 

## Palmarès
| Année     | Vainqueur          | Deuxième            | Troisième             |
| --------- | ------------------ | ------------------- | --------------------- |
| 1995      | Paolo Savoldelli   |                     |                       |
| 1996-1997 | ?                  | ?                   | ?                     |
| 1998      | Flavio Zandarin    | Davide Sacchetti    | Mirco Zanobini        |
| 1999-2002 | ?                  | ?                   | ?                     |
| 2003      | Andrea Sanvido     | Alessandro Ballan   | Christian Murro       |
| 2004      | Mauro Da Dalto     | Denis Shkarpeta     | Nicola Del Puppo      |
| 2005      | Devid Garbelli     | Fabrizio Galeazzi   | Matteo Priamo         |
| 2006      | Fabrizio Galeazzi  | Davide Battistella  | Derik Zampedri (de)   |
| 2007      | Fabrizio Galeazzi  | Ashley Humbert      | Julián Atehortúa      |
| 2008      | Manuele Boaro      | Derik Zampedri (de) | Matteo Busato         |
| 2009      | Gianluca Brambilla | Oleg Berdos         | Davide Cimolai        |
| 2010      | Rafael Andriato    | Matteo Collodel     | Matteo Busato         |
| 2011      | Nicola Boem        | Andrei Nechita      | Stefano Locatelli     |
| 2012      | Enrico Barbin      | Davide Villella     | Andrea Vaccher        |
| 2013      | Andrei Nechita     | Pierre Penasa       | Matteo Collodel       |
| 2014      | Gianni Moscon      | Simone Velasco      | Paolo Totò            |
| 2015      | Umberto Orsini     | Leonardo Basso      | Andrea Toniatti       |
| 2016      | Cristian Raileanu  | Mark Padun          | Maxim Rusnac          |
| 2017      | Andrea Toniatti    | Leonardo Basso      | Giacomo Zilio         |
| 2018      | Francesco Romano   | Samuele Battistella | Rasmus Byriel Iversen |
| 2019      | Paolo Baccio       | Alessandro Monaco   | Daniel Smarzaro       |
| 2020      | Annulé             | Annulé              | Annulé                |
| 2021      | Federico Guzzo     | Alex Tolio          | Ivan Smirnov          |
| 2022      | Marco Manenti      | Tommaso Bergagna    | Marco Trevisol        |
| 2023      | Edoardo Zamperini  | Federico Biagini    | Cristian Rocchetta    |
| 2024      | pas de course      | pas de course       | pas de course         |
| 2025      | Ilya Savekin       | Matteo Baseggio     | Danil Kazakov         |